# Єлжихово
Єлжи́хово (чув. Елшик, рос. Елжихово) — присілок у Чувашії Російської Федерації, у складі Ярославського сільського поселення Моргауського району.
Населення — 147 осіб (2010; 189 в 2002, 304 в 1979; 434 в 1939, 434 в 1926, 406 в 1906, 342 в 1897, 269 в 1859). Національний склад — чуваші, росіяни.

## Історія
Історичні назви — Єлжихов, Єлжиков, Ізикін. Утворений як околоток села Архангельське (Чемеєво). До 1866 року селяни мали статус державних, займались землеробством, тваринництвом, виробництвом одягу та взуття. На початку 20 століття діяло 3 вітряки. 1933 року створено колгосп «Сатурн». До 1918 року присілок перебував у складі Чиганарської та Ядрінської, до 1927 року — у складі Тораєвської волості Ядрінського повіту. 1927 року присілок переданий до складу Татаркасинського, 16 січня 1939 року — до складу Сундирського, 17 березня 1939 року — до складу Совєтського, 1956 року — до складу Моргауського, 1959 року — повернуто до складу Сундирського, 1962 року — до складу Ядрінського, 1964 року — повернуто до складу Моргауського району.

## Господарство
У присілку діють клуб та магазин.